# Sepp Kuss
Sepp Kuss (Durango, Colorado, 13 de setembre de 1994) és un ciclista estatunidenc, professional des del 2017. Actualment corre a l'equip Team Visma-Lease a Bike.
Considerat un dels millors gregaris del món, en el seu palmarès destaca per damunt de tot la Volta a Espanya de 2023, cursa que guanyà per tan sols disset segons al seu company d'equip Jonas Vingegaard. En aquesta mateixa cursa ha guanyat dues etapes, una el 2019 i una altra el 2023. Al Tour de França de 2021 també guanyà una etapa.

## Palmarès
- 2016
  - Vencedor d'una etapa al Redlands Bicycle Classic
  - Vencedor d'una etapa al Tour de Beauce
- 2018
  - 1r al Tour de Utah i vencedor de 3 etapes
- 2019
  - Vencedor d'una etapa a la Volta a Espanya
- 2020
  - Vencedor d'una etapa al Critèrium del Dauphiné
- 2021
  - Vencedor d'una etapa al Tour de França
- 2023
  -  1r a la Volta a Espanya i vencedor d'una etapa
- 2024
  - 1r a la Volta a Burgos i vencedor d'una etapa

### Resultats a la Volta a Espanya
- 2018. 65è de la classificació general
- 2019. 29è de la classificació general. Vencedor d'una etapa
- 2020. 16è de la classificació general
- 2022. No surt (9a etapa)
- 2023.  1r de la classificació general. Vencedor d'una etapa

### Resultats al Giro d'Itàlia
- 2019. 56è de la classificació general
- 2023. 14è de la classificació general

### Resultats al Tour de França
- 2020. 15è de la classificació general
- 2021. 32è de la classificació general. Vencedor d'una etapa
- 2022. 18è de la classificació general
- 2023. 12è de la classificació general